# Свети Георги (Гюземелци)
Вижте пояснителната страница за други значения на Свети Георги.
„Свети Георги“ (на македонска литературна норма: „Свети Ѓорѓи“) е късносредновековна православна църква в щипското село Гюземелци, източната част на Република Македония. Част е от Брегалнишката епархия на Македонската православна църква – Охридска архиепископия. Според ктиторския надпис църквата е изградена в 1584 година. Ктитор е местният първенец кир Пройчо, изписан на западната стена с модел на храма в ръце. Църквата е изписана и реставрирана.